# Saison 1984-1985 du Stade Malherbe Caen
Chronologie
Saison suivante
En 1984-1985, le Stade Malherbe de Caen évolue en deuxième division pour la première fois depuis la saison 1980-1981 après trois ans en troisième division.
Après une lutte pour la montée face au rival local du CA Lisieux, les hommes de Pierre Mankowski, désormais juste entraîneur réalisent un parcours honorable pour des promus en terminant neuvième ex aequo.
En coupe de France, l'équipe se fait sortir en 32e de finale face au FC Rouen (1-2).

## Transferts

### Arrivées
| Nom                  | Poste     | Nationalité sportive | Transfert | Provenance   |
| -------------------- | --------- | -------------------- | --------- | ------------ |
| Jean-Pierre Avrillon | défenseur | France               | transfert | SCO Angers   |
| Alain Vandeputte     | attaquant | France               | transfert | Lille OSC    |
| Yvan Lebourgeois     | défenseur | France               | transfert | AS PTT Caen  |
| Emmanuel Hamon       | attaquant | France               | transfert | FC Tours     |
| Mohamed Naciri       | milieu    | Maroc                | transfert | Havre AC     |
| Gilles Crapoulet     | défenseur | France               | transfert | Angoulême FC |
| Hervé Pérennes       | milieu    | France               | transfert | CA Lisieux   |

### Départs
| Nom            | Poste     | Nationalité sportive | Transfert | Destination              |
| -------------- | --------- | -------------------- | --------- | ------------------------ |
| Franck Lemesle | attaquant | France               | transfert | Brest Armorique FC       |
| Franck Dumas   | défenseur | France               | transfert | Matra Racing (INF Vichy) |

## Effectif

### Joueurs utilisés
| Joueur         | D2     | D2   |
| Joueur         | Matchs | Buts |
| -------------- | ------ | ---- |
| Alain Douville | 15     | 0    |
| Pascal Angué   | 19     | 0    |

| Joueur               | D2 | D2 |
| Joueur               | M  | B  |
| -------------------- | -- | -- |
| Éric Lefol           | 20 | 0  |
| Pascal Théault       | 34 | 1  |
| Philippe Delval      | 34 | 0  |
| Jean-Pierre Avrillon | 34 | 3  |
| Gilles Crapoulet     | 27 | 2  |
| Germain M'Bemba      | 13 | 0  |
| Pascal Robiolle      | 1  | 0  |

| Joueur           | D2 | D2 |
| Joueur           | M  | B  |
| ---------------- | -- | -- |
| Mohammed Naciri  | 13 | 0  |
| Daniel Gauvain   | 1  | 0  |
| Hervé Pérennes   | 7  | 0  |
| Bernard Roques   | 32 | 3  |
| Christophe Point | 28 | 2  |
| Xavier Agostini  | 6  | 0  |

| Joueur           | D2 | D2 |
| Joueur           | M  | B  |
| ---------------- | -- | -- |
| Olivier Pichard  | 29 | 8  |
| Yvan Lebourgeois | 31 | 5  |
| Fabrice Divert   | 6  | 0  |
| Alain Vandeputte | 30 | 5  |
| Emmanuel Hamon   | 34 | 4  |

## Les rencontres de la saison

### Championnat de deuxième division
| Date               | Journée | Adversaire              | Lieu                         | Score | Buteurs SMC     | Class. |
| ------------------ | ------- | ----------------------- | ---------------------------- | ----- | --------------- | ------ |
| 11 août 1984       | 1re     | Valenciennes FC         | Stade Nungesser              | 1-1   |                 | 7e     |
| 18 août 1984       | 2e      | Stade Quimpérois        | Stade de Venoix              | 4-2   | Avrillon (2)    | 4e     |
| 25 août 1984       | 3e      | US Dunkerque            | Stade Marcel-Tribut          | 3-0   |                 | 8e     |
| 1er septembre 1984 | 4e      | En avant de Guingamp    | Stade de Venoix              | 1-1   | Théault         | 9e     |
| 8 septembre 1984   | 5e      | Red Star                | Stade Bauer                  | 1-3   |                 | 7e     |
| 15 septembre 1984  | 6e      | Sporting Club Abbeville | Stade de Venoix              | 1-1   |                 | 8e     |
| 22 septembre 1984  | 7e      | Besançon Racing Club    | Stade Léo-Lagrange           | 3-1   |                 | 9e     |
| 29 septembre 1984  | 8e      | Stade français          | Stade de Venoix              | 1-1   |                 | 10e    |
| 6 octobre 1984     | 9e      | Stade de Reims          | Stade Auguste-Delaune        | 1-0   |                 | 11e    |
| 13 octobre 1984    | 10e     | Havre AC                | Stade Jules-Deschaseaux      | 1-0   |                 | 12e    |
| 20 octobre 1984    | 11e     | SCO Angers              | Stade de Venoix              | 1-0   |                 | 10e    |
| 27 octobre 1984    | 12e     | Stade rennais           | Stade de la Route de Lorient | 3-1   | Vandeputte      | 11e    |
| 3 novembre 1984    | 13e     | Sedan                   | Stade de Venoix              | 1-1   |                 | 12e    |
| 10 novembre 1984   | 14e     | Châteauroux             | Stade Gaston-Petit           | 1-3   |                 | 10e    |
| 17 novembre 1984   | 15e     | Amiens SC               | Stade de Venoix              | 1-0   |                 | 10e    |
| 24 novembre 1984   | 16e     | US Orléans              | Stade de la Source           | 2-0   |                 | 10e    |
| 1er décembre 1984  | 17e     | FC Mulhouse             | Stade de Venoix              | 0-1   |                 | 11e    |
| 7 décembre 1984    | 18e     | Stade Quimpérois        | Stade de Penvillers          | 1-0   |                 | 10e    |
| 15 décembre 1984   | 19e     | US Dunkerque            | Stade de Venoix              | 1-0   |                 | 11e    |
| 9 mars 1985        | 20e     | En avant de Guingamp    | Stade Yves-Jaguin            | 3-0   |                 | 11e    |
| 26 janvier 1985    | 21e     | Red Star                | Stade de Venoix              | 0-0   |                 | 11e    |
| 2 février 1985     | 22e     | Sporting Club Abbeville | Stade Paul-Delique           | 2-0   |                 | 11e    |
| 16 février 1985    | 23e     | Besançon Racing Club    | Stade de Venoix              | 1-0   |                 | 11e    |
| 23 février 1985    | 24e     | Stade français          | Stade Jean-Bouin             | 0-0   |                 | 11e    |
| 2 mars 1985        | 25e     | Stade de Reims          | Stade de Venoix              | 0-0   |                 | 11e    |
| 16 mars 1985       | 26e     | Havre AC                | Stade de Venoix              | 1-4   |                 | 11e    |
| 23 mars 1985       | 27e     | SCO Angers              | Stade Jean-Bouin             | 1-2   |                 | 10e    |
| 30 mars 1985       | 28e     | Stade rennais           | Stade de Venoix              | 2-1   |                 | 10e    |
| 5 avril 1985       | 29e     | CS Sedan                | Stade Émile-Albeau           | 1-1   |                 | 11e    |
| 13 avril 1985      | 30e     | Châteauroux             | Stade de Venoix              | 3-1   | Lebourgeois (2) | 8e     |
| 20 avril 1985      | 31e     | Amiens SC               | Stade Moulonguet             | 0-0   |                 | 8e     |
| 27 avril 1985      | 32e     | US Orléans              | Stade de Venoix              | 0-0   |                 | 8e     |
| 4 mai 1985         | 33e     | FC Mulhouse             | Stade de l'Ill               | 2-0   |                 | 9e     |
| 11 mai 1985        | 34e     | Valenciennes FC         | Stade de Venoix              | 1-3   |                 | 11e    |

### Coupe de France
| Date            | Tour | Adversaire | Lieu      | Score | Buteurs SMC | Public |
| --------------- | ---- | ---------- | --------- | ----- | ----------- | ------ |
|                 | 7e   | US Laval   | Laval     | 0-2   |             |        |
| 12 janvier 1985 | 8e   | UCK Vannes | Vannes    | 0-2   |             |        |
| 9 février 1985  | 32e  | FC Rouen   | Cherbourg | 2-1   | Point       | 5 000  |